# 隅野貞二
隅野 貞二（すみの ていじ、1956年12月30日 - ）は、大阪府出身の俳優。身長は170cm、体重は60kg、バスト86cm、ウェスト73cm、ヒップ90cm、靴サイズ25.5cmである。趣味は水泳/サイクリング/散歩/読書。以前はスターダス・21に所属していた。

## 出演歴

### テレビ
- 大河ドラマ 元禄繚乱（1999年、NHK）
- 金曜時代劇 ゆうれい貸します（2003年、NHK）
- ワンダフルライフ（2004年、フジテレビ系列）
- ドリーム〜90日で1億円〜（2004年、NHK）
- スーパー戦隊シリーズ 特捜戦隊デカレンジャー（2004年、テレビ朝日）
- 危険な関係（2005年、フジテレビ系列）
- クライマーズ・ハイ（2005年、NHK）

### 映画
- ゴジラ FINAL WARS（2004年）
- スクラップ・ヘブン（2005年）
- スキージャンプ・ペア（2006年）
- 日本以外全部沈没（2006年）

### CM
- 味の素
- 日立電子サービス
- 富士フイルム

### 舞台
- 湾岸から遠く離れて
- ブレスレス
- マクベス
- お父さんの恋人
- 友情
- 月のまばたき
- くじらの墓標
- 残酷な17才